# Super Punch-Out!!
Super Punch Out!! (スーパーパンチアウト!!) és un videojoc de boxa per la Super Nintendo. També va ser llançat al Japó per al cartutx Nintendo Power Flash RAM de la sèrie, així com el Super Famicom, la versió japonesa de la Super NES. Dins de la saga Punch-Out!!, té lloc després del joc Mike Tyson's Punch-Out!!. Igual que el protagonista dels títols arcade i de NES, el protagonista del joc de SNES és el boxejador Little Mac qui treballa en el seu camí fins a arribar als quatre circuits de la NVBA (Nintendo Video Boxing Association). Quest s'enfronta a una sèrie de boxejadors ficticis, que culminarà en una baralla amb l'invicte Nick Bruiser.

## Desenvolupament
Després del llançament de la consola Super NES, Genyo Takeda va decidir reprendre la producció de la sèrie Punch Out!!, en lloc de dirigir. Com a productor, la seva visió incloïa una perfecta transició de la versió arcade de Super Punch-Out!! per a la nova consola de 16 bits de Nintendo, la qual cosa ja havia estat impossible per al seu predecessor, el NES. Aquesta vegada, no obstant això, Nintendo va optar per no incloure a un veritable boxejador professional com en  el cas de l'anterior títol (Mike Tyson). Genyo Takeda va optar per utilitzar el mateix nom de la versió arcade, tant per disposar de continuïtat, com també per indicar la condició de "Super" per a la transició a la consola SNES.
Va ser musicalitzat per Takashi Kumegawa i Masaru Sakakibara. Charles Martinet va ser acreditat per prestar les veus dels boxejadors i al locutor de Super Punch Out!!.

## Modes de joc
Igual que en els anteriors jocs de la sèrie Punch-Out!!, Super Punch-Out!! requereix una bona cadència i habilitat en el reconeixement de patrons per reaccionar als atacs de cada oponent. Little Mac torna per intentar pujar en les posicions dels quatre circuits de la WVBA (World Video Boxing Association). En anar pujant en aquestes posicions, els oponents es tornen més difícils.
Originalment utilitzat en els arcades Punch-Out!! i Super Punch-Out!!, així com en el arcade ARM Wrestling de Nintendo, aquest joc també utilitza la característica anomenada Time Attack. Hi ha quatre tipus de circuits: l'especial, el mundial, el major i el menor.

## Recepció
El joc Super Punch-Out!! va ser rebut amb bones qualificacions.